# Natação nos Jogos Pan-Americanos de 1999 - 100 m livre feminino
O evento dos 100 m livre feminino nos Jogos Pan-Americanos de 1999 foi realizado em Winnipeg, Canadá, em 2 de agosto de 1999. A última campeã dos Jogos Pan-Americanos foi Angel Martino, dos Estados Unidos.
Essa corrida consistiu em duas voltas em nado livre em piscina olímpica.

## Resultados
Todos os tempos estão em minutos e segundos.
| CHAVE: | q | Mais rápidos não-classificados | Q | Classificados | GR | Recorde dos jogos | NR | Recorde nacional | PB | Melhor marca pessoal | SB | Melhor marca na temporada |

### Eliminatórias
A primeira fase foi realizada em 2 de agosto.
| Posição | Nome             | Nação                 | Tempo | Notas |
| ------- | ---------------- | --------------------- | ----- | ----- |
| 1       | Tammie Spatz     | USA Estados Unidos    | 56.49 | Q     |
| 2       | Laura Nicholls   | CAN Canadá            | 57.03 | Q     |
| 3       | Jen Eberwein     | USA Estados Unidos    | 57.05 | Q     |
| 4       | Marianne Limpert | CAN Canadá            | 57.25 | Q     |
| 5       | Tatiana Lemos    | BRA Brasil            | 57.70 | Q     |
| 6       | Siobhan Cropper  | TRI Trinidad e Tobago | 57.89 | Q     |
| 7       | Leah Martindale  | BAR Barbados          | 58.64 | Q     |
| 8       | Rebeca Gusmão    | BRA Brasil            | 58.66 | Q     |

### Final B
A final B foi realizada em 2 de agosto.
| Posição | Nome              | Nação          | Tempo   | Notas |
| ------- | ----------------- | -------------- | ------- | ----- |
| 9       | Eileen Coparropa  | PAN Panamá     | 57.92   |       |
| 10      | Florencia Szigeti | ARG Argentina  | 58.76   |       |
| 11      | Talía Barrios     | PER Peru       | 59.45   |       |
| 12      | Angela Chuck      | JAM Jamaica    | 59.84   |       |
| 13      | S.Mojica          | PUR Porto Rico | 1:00.46 |       |
| 14      | Janelle Atkinson  | JAM Jamaica    | 1:06.93 |       |

### Final A
A final A foi realizada em 2 de agosto.
| Posição           | Nome             | Nação                   | Tempo | Notas |
| ----------------- | ---------------- | ----------------------- | ----- | ----- |
| Medalha de ouro   | Laura Nicholls   | CAN Canadá              | 56.25 |       |
| Medalha de prata  | Tammie Spatz     | USA Estados Unidos      | 56.44 |       |
| Medalha de bronze | Marianne Limpert | CAN Canadá              | 56.69 |       |
| 4                 | Jen Eberwein     | USA Estados Unidos      | 56.93 |       |
| 5                 | Tatiana Lemos    | BRA Brasil              | 57.29 |       |
| 6                 | Leah Martindale  | BAR Barbados            | 58.36 |       |
| 7                 | Siobhan Cropper  | TRI Trinidad e Tobago   | 58.44 |       |
| 8                 | Rebeca Gusmão    | {flagODEPA\|BRA\|1999}} | 58.48 |       |